# راي ونايت
راي ونايت (بالإنجليزية: Ray Knight)‏ هو لاعب كرة قاعدة أمريكي، ولد في 28 ديسمبر 1952 في ألباني في الولايات المتحدة.

## وصلات خارجية
- راي ونايت على موقع دوري كرة القاعدة الرئيسي (الإنجليزية)
- راي ونايت على موقعبيزبول رفرنس.كوم (الدوري الرئيسي) (الإنجليزية)
- راي ونايت على موقعبيزبول رفرنس.كوم (الدوري الثانوي) (الإنجليزية)
- راي ونايت على موقع إي إس بي إن.كوم (أم.أل.بي) (الإنجليزية)
- راي ونايت على موقع مشجعي الرسوم البيانية (الإنجليزية)
- راي ونايت على موقع قاعة جورجيا للمشاهير الرياضية (مؤرشف) (الإنجليزية)